# Andrea Iannone
Andrea Iannone   (Vasto, 9 d'agost de 1989) és un pilot de motociclisme italià que va competir al mundial del MotoGP del 2013 al 2019, en què fou sancionat amb quatre anys d'inhabilitació després de donar positiu en un control de dopatge. Des del 2024 competeix al mundial de Superbike.

## Carrera esportiva

### Primers anys
El 2004, a 15 anys, va competir al Campionat d'Itàlia (CIV), al Campionat d'Espanya (CEV) i a altres competicions estatals i europees amb una Aprilia de l'equip Júnior dels Abruços.

### 125cc
El 2005, el seu equip li va oferir de competir per primera vegada en la temporada completa del mundial de 125cc, de nou amb una Aprilia, i va debutar-hi al Gran Premi d'Espanya. Va tancar la seva primera temporada al vintè lloc final. El 2006 va córrer amb una Aprilia RS 125 R de l'equip Campetella Racing Junior com a company de Simone Grotzkyj i va acabar el mundial en vint-i-dosè lloc. Després del Gran Premi d'Alemanya, però, va ser acomiadat de l'equip i a partir del Gran Premi de Malàisia va córrer per a l'equip WTR Blauer USA. En aquell mateix Gran Premi es va lesionar i va posar fi a la seva temporada.
El 2007 continuà a l'equip WTR amb Stefano Bianco de company i va acabar la temporada en vintè lloc. El 2008 va fitxar per l'I.C., dirigit per Fiorenzo Caponera, com a company de Michael Ranseder i Takaaki Nakagami. Va guanyar la primera cursa del mundial de la seva carrera al Gran Premi de la Xina, on va lluitar durant molta estona amb el vigent campió del món Gábor Talmácsi sobre un asfalt relliscós per la pluja, aconseguint arribar a la meta amb 3 segons d'avantatge sobre Mike Di Meglio. Va acabar la temporada en desè lloc, essent el segon italià després de Simone Corsi.

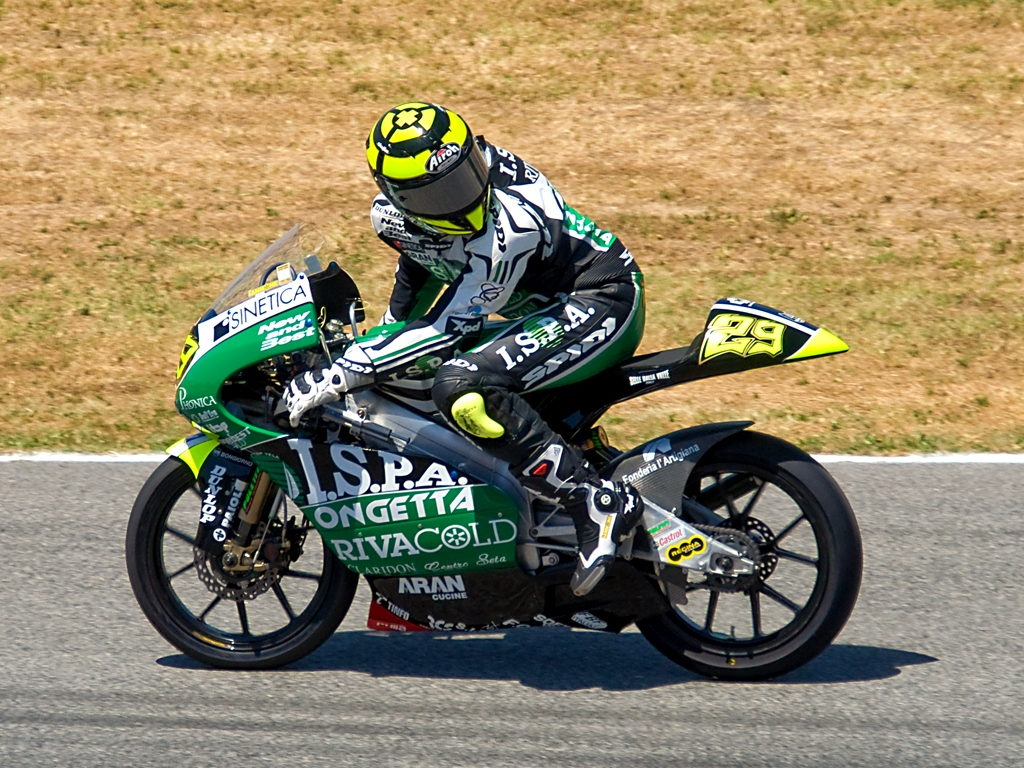
Iannone amb l'Aprilia 125 al GP de Catalunya del 2009

La temporada del 2009 va romandre al mateix equip, el qual va canviar el seu nom a Ongetta I.S.P.A. Els seus companys serien aquella temporada Lorenzo Zanetti, Takaaki Nakagami i Jonas Folger. Iannone va guanyar la primera cursa de la temporada a Qatar, on començà des de la tercera posició a la graella i gràcies a una sortida excel·lent aconseguí posar-se al capdavant. Inusualment per a Qatar va començar a ploure i la cursa es va suspendre, congelant la classificació quatre voltes després de la sortida. Posteriorment, els jutges decidiren de considerar la cursa acabada, donant-li a Iannone la segona victòria de la seva carrera. La tercera va arribar a la següent cursa, al Japó, on va guanyar després de sortir des de la pole position. Al Gran Premi de Catalunya va tornar a guanyar després d'un llarg duel amb Julián Simón, que cometé l'error de començar a celebrar la victòria una volta abans d'hora. Finalment, Iannone va acabar la temporada en setè lloc.

### Moto2

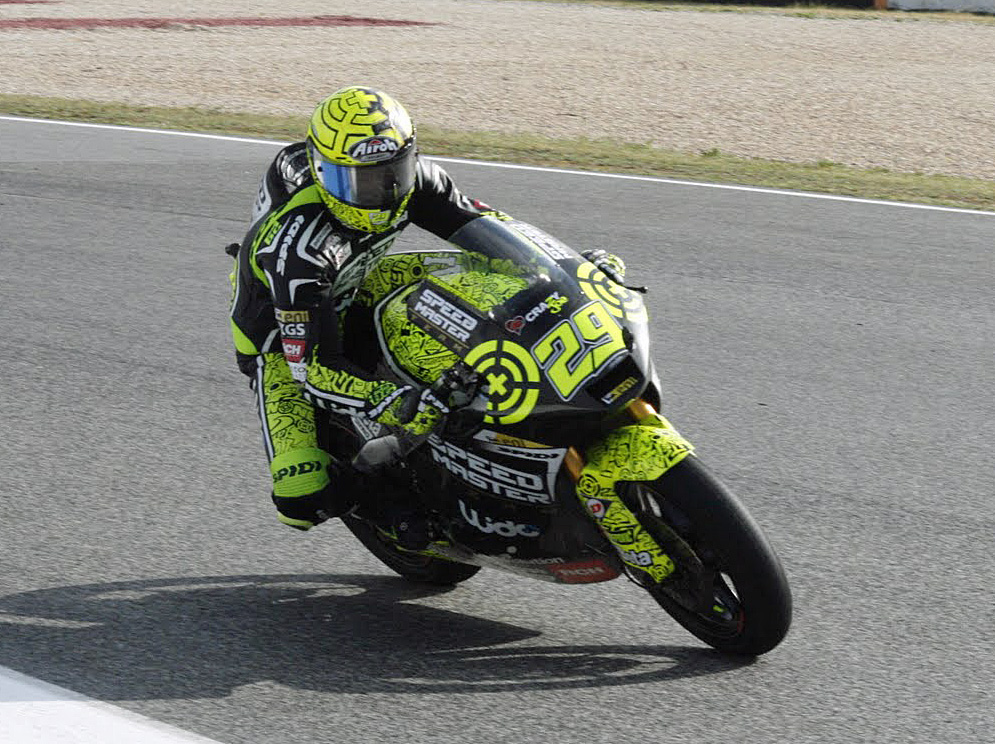
Iannone amb la Suter de Moto2 al GP de Portugal del 2011

El 2010 va passar a Moto2 amb l'Speed Up de Luca Boscoscuro, amb Gábor Talmácsi de company. Va obtenir tres victòries, dos segons llocs i tres de tercers i va acabar la temporada en tercer lloc final. El 2011 va pilotar la Suter MMXI de l'equip Speed Master. Va aconseguir tres victòries i un tercer lloc a San Marino i va tornar a acabar la temporada en tercer lloc.
El 2012 va romandre al mateix equip pilotant una Speed Up. Va obtenir dues victòries, dos segons llocs i un de tercer i va tornar a acabar la temporada en tercer lloc.

### MotoGP

#### Ducati

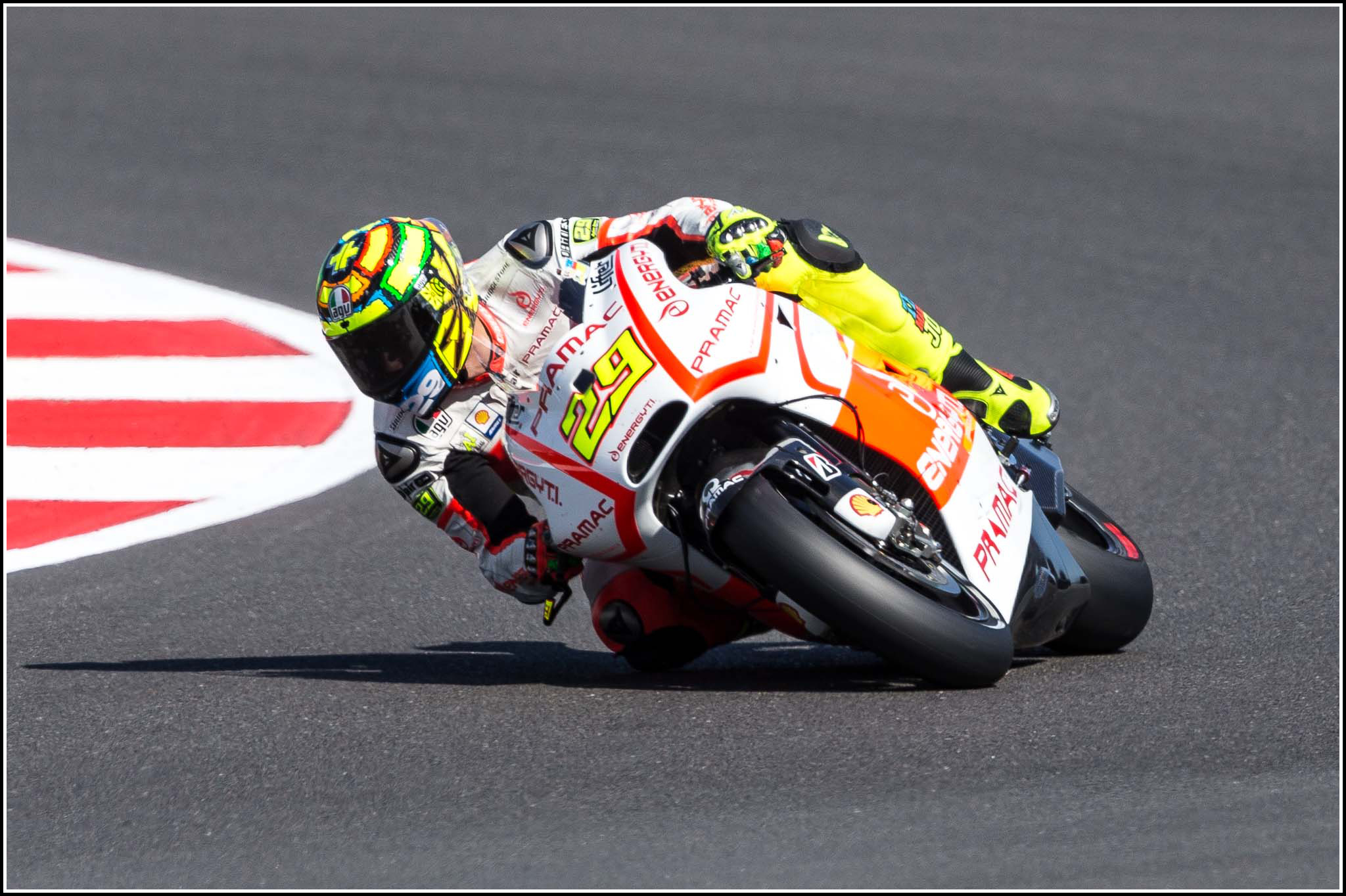
Iannone amb la Ducati de MotoGP al GP de Gran Bretanya de 2013

El 2013 va passar a MotoGP amb la Ducati Desmosedici de l'equip Pramac Racing com a company de Ben Spies. Va acabar la temporada al dotzè lloc després d'haver-se hagut de perdre els Grans Premis d'Alemanya i dels Estats Units a causa d'una luxació de l'espatlla dreta patida en els entrenaments del Gran Premi d'Alemanya.
El 2014 va romandre al mateix equip, ara amb Yonny Hernández de company. Va obtenir tres cinquenes posicions com a millor resultat i va acabar la temporada en desena posició.
El 2015 va passar a l'equip oficial de Ducati com a company d'Andrea Dovizioso. A Qatar va aconseguir un tercer lloc (el seu primer podi a MotoGP), per darrere dels seus compatriotes Valentino Rossi i Andrea Dovizioso. A Mugello va sortir des de la pole position per primera vegada, acabant la cursa en segona posició. A Austràlia tornà al tercer graó del podi després d'un llarg duel amb Jorge Lorenzo, Marc Márquez i, sobretot, amb Valentino Rossi, que acabà en quarta posició després de ser avançat de forma decisiva per Iannone a pocs revolts del final. Iannone va tancar la temporada en la cinquena posició.

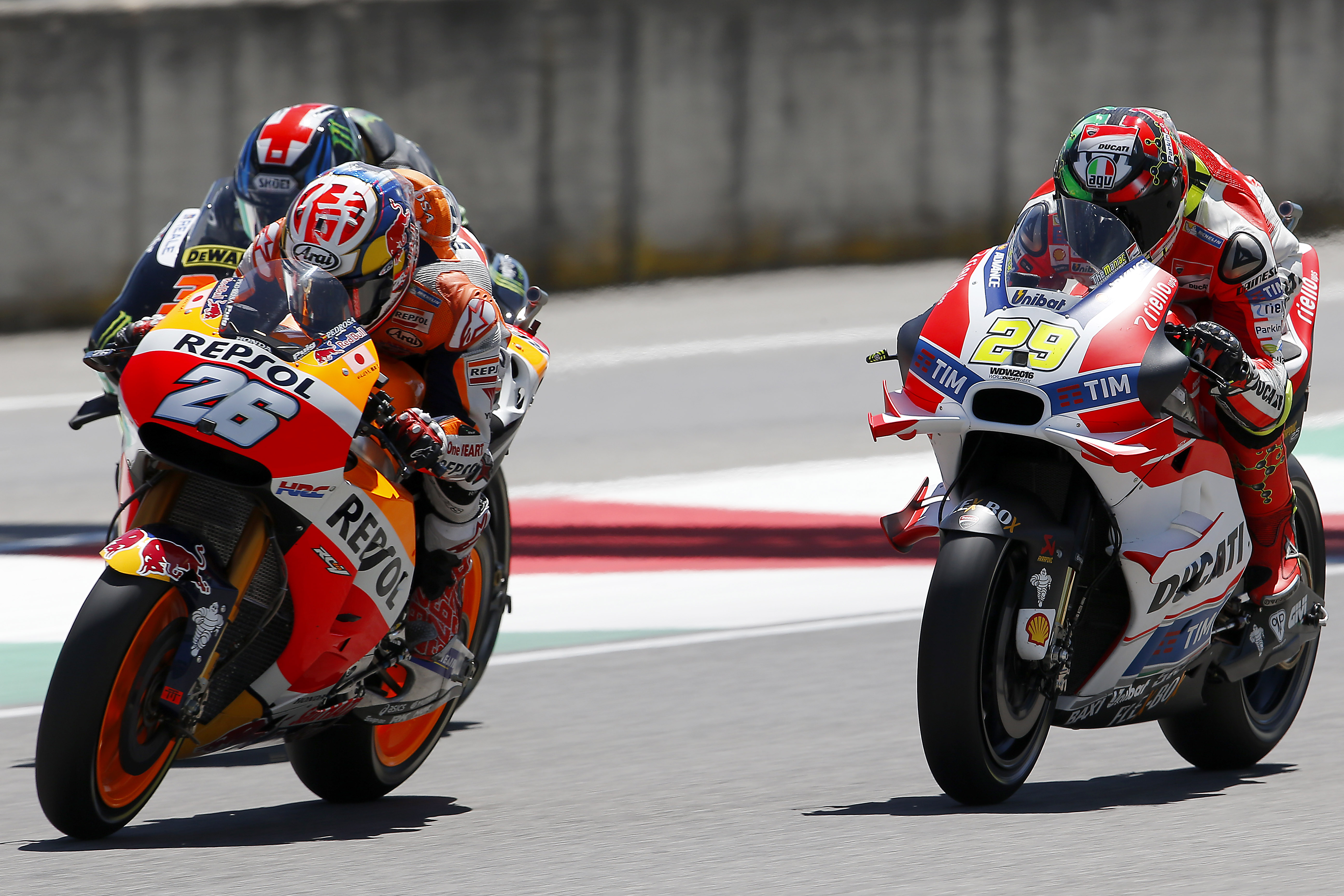
Dani Pedrosa (26) i Iannone (29) al GP d'Itàlia del 2016

La temporada del 2016 començà amb retirada a Qatar per accident mentre lluitava per la primera posició. A l'Argentina va caure a l'última volta mentre lluitava pel podi, arrossegant en la caiguda el seu company d'equip Dovizioso. Aquesta maniobra li costà un punt de llicència i una penalització de tres llocs per a la següent cursa a Austin, on acabà tercer. Tornà al podi a Mugello, marcant la volta ràpida i el rècord de velocitat de MotoGP al circuit amb 354,9 km/h.
A Montmeló va caure per quarta vegada en set curses, arrossegant Jorge Lorenzo mentre lluitava per la cinquena posició; a causa de la seva maniobra es va veure obligat a sortir des de l'última posició a la següent cursa, el Gran Premi dels Països Baixos. Al Gran Premi d'Àustria aconseguí la seva primera victòria a MotoGP i la primera de Ducati després de sis anys (l'anterior l'havia aconseguit Casey Stoner a Phillip Island el 2010). També establí el rècord de volta ràpida del circuit. Aquella temporada es va veure obligat a perdre's els Grans Premis de San Marino, Aragó, Japó i Austràlia a causa d'una fractura de la tercera vèrtebra dorsal patida en els entrenaments del Gran Premi de San Marino. El seu lloc a l'equip l'ocupà primer Michele Pirro i, després, Héctor Barberá. Iannone va acabar la temporada en novè lloc.

#### Suzuki

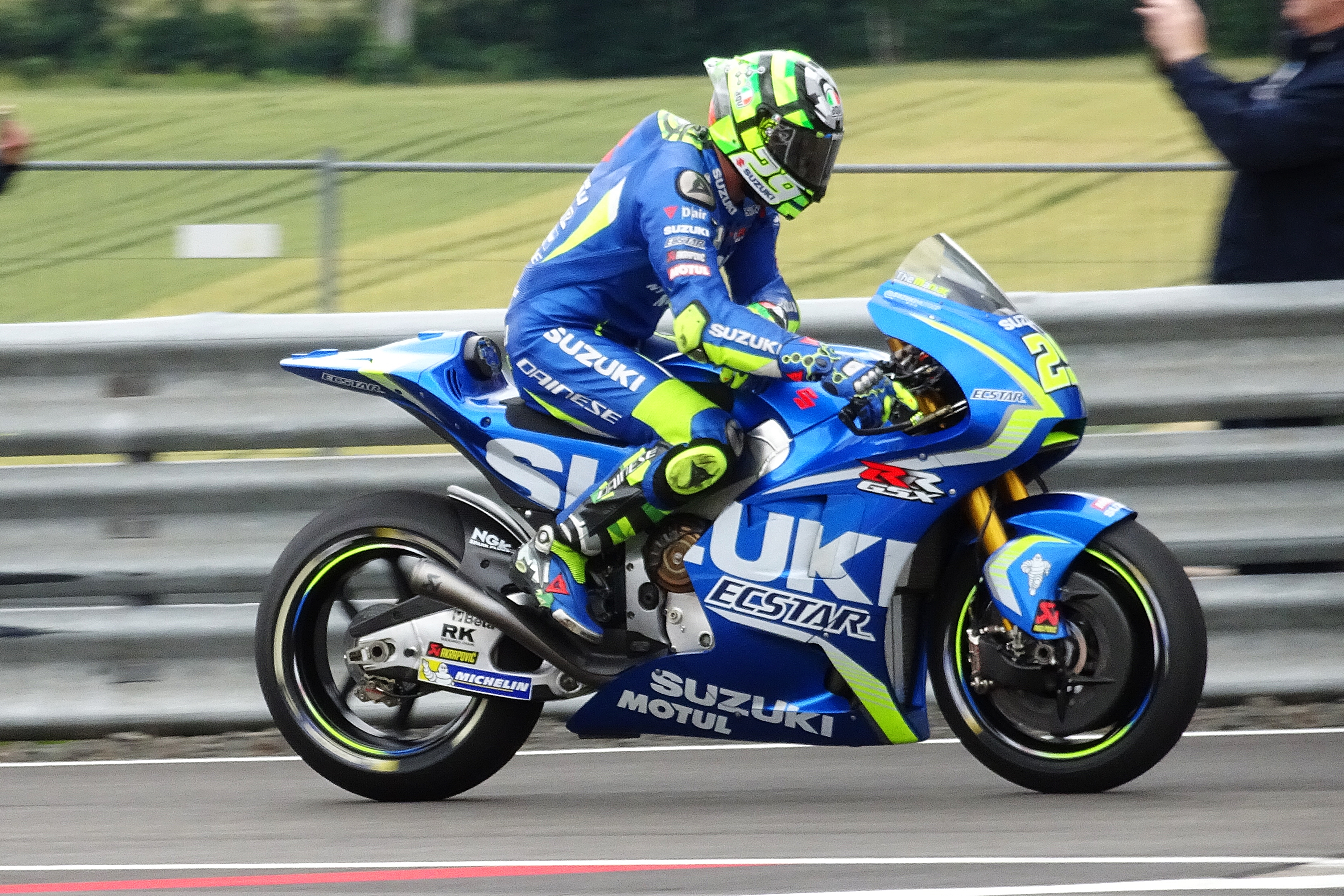
Iannone amb la Suzuki a Sachsenring el 2017

El 19 de maig de 2016, Iannone va signar un contracte de dos anys amb Suzuki per a les temporades 2017-2018. El seu company d'equip era Àlex Rins, procedent de Moto2. L'italià va acabar la temporada del 2017 amb moltes dificultats al tretzè lloc. El 22 d'abril de 2018 va aconseguir el seu primer podi amb Suzuki en acabar tercer al Gran Premi de les Amèriques. Es va confirmar en el podi a la següent cursa de Jerez, obtenint novament el tercer lloc. Al setembre va tornar-hi al Gran Premi d'Aragó, on fou tercer. A l'octubre va aconseguir el segon lloc a Austràlia després d'un duel amb les Ducati d'Andrea Dovizioso i Álvaro Bautista. Va acabar la temporada al desè lloc final.

#### Aprilia
El 2019 va passar a l'equip Aprilia Racing Team Gresini pilotant l'Aprilia RS-GP com a company d'Aleix Espargaró. Va acabar la temporada al setzè lloc.

### Dopatge
El 17 de desembre de 2019, la FIM va anunciar que havia suspès temporalment Andrea Iannone de les competicions perquè va donar positiu en una prova antidopatge (es van trobar rastres d'esteroides anabòlics en una mostra d'orina de l'italià que sembla que datava del Gran Premi de Malàisia del 3 de novembre). El gener del 2020, els resultats de la contraanàlisi van confirmar la presència de la substància prohibida. El 10 de novembre del mateix any, Iannone va ser inhabilitat per un període de quatre anys pel TAS de Lausana i tots els seus resultats obtinguts a partir de l'1 de novembre de 2019 van ser considerats nuls.

### Superbike
El 2024, després dels quatre anys d'inhabilitació per dopatge, Iannone va participar en el Campionat del Món de Superbike amb la Ducati Panigale V4 del Team Go Eleven. En el seu debut va aconseguir el tercer lloc a la primera cursa d'Austràlia.

## Resultats al Mundial de motociclisme

### Per temporada
| Temporada | Categoria | Marca    | Moto            | Equip                                | Curses | Victòries | Podis | Poles | FLaps | Pts    | Posició |
| --------- | --------- | -------- | --------------- | ------------------------------------ | ------ | --------- | ----- | ----- | ----- | ------ | ------- |
| 2005      | 125cc     | Aprilia  | Aprilia RS 125  | Abruzzo Racing Team                  | 16     | 0         | 0     | 0     | 0     | 20     | 20è     |
| 2006      | 125cc     | Aprilia  | Aprilia RS 125  | TicinoHosting Campetella Junior Team | 11     | 0         | 0     | 0     | 0     | 15     | 22è     |
| 2007      | 125cc     | Aprilia  | Aprilia RS 125  | WTR Blauer USA                       | 17     | 0         | 0     | 0     | 0     | 26     | 20è     |
| 2008      | 125cc     | Aprilia  | Aprilia RSV 125 | I.C. Team                            | 17     | 1         | 1     | 1     | 0     | 106    | 10è     |
| 2009      | 125cc     | Aprilia  | Aprilia RSA 125 | Ongetta Team I.S.P.A                 | 16     | 3         | 4     | 2     | 1     | 125.5  | 7è      |
| 2010      | Moto2     | Speed Up | FTR Moto M210   | Fimco Speed Up                       | 17     | 3         | 8     | 5     | 6     | 199    | 3r      |
| 2011      | Moto2     | Suter    | Suter MMXI      | Speed Master                         | 17     | 3         | 6     | 0     | 7     | 177    | 3r      |
| 2012      | Moto2     | Speed Up | Speed Up S12    | Speed Master                         | 17     | 2         | 5     | 0     | 0     | 194    | 3r      |
| 2013      | MotoGP    | Ducati   | Ducati GP13     | Pramac Racing                        | 16     | 0         | 0     | 0     | 0     | 57     | 12è     |
| 2014      | MotoGP    | Ducati   | Ducati GP14     | Pramac Racing                        | 17     | 0         | 0     | 0     | 0     | 102    | 10è     |
| 2015      | MotoGP    | Ducati   | Ducati GP15     | Ducati Team                          | 18     | 0         | 3     | 1     | 1     | 188    | 5è      |
| 2016      | MotoGP    | Ducati   | Ducati GP16     | Ducati Team                          | 14     | 1         | 4     | 1     | 2     | 112    | 9è      |
| 2017      | MotoGP    | Suzuki   | Suzuki GSX-RR   | Team Suzuki Ecstar                   | 18     | 0         | 0     | 0     | 0     | 70     | 13è     |
| 2018      | MotoGP    | Suzuki   | Suzuki GSX-RR   | Team Suzuki Ecstar                   | 18     | 0         | 4     | 0     | 0     | 133    | 10è     |
| 2019      | MotoGP    | Aprilia  | Aprilia RS-GP   | Aprilla Racing Team Gresini          | 17     | 0         | 0     | 0     | 0     | 43     | 16è     |
| 2024      | MotoGP    | Ducati   | Ducati GP23     | Pertamina Enduro VR46                | 1      | 0         | 0     | 0     | 0     | 0      | 27è     |
| Total     | Total     | Total    | Total           | Total                                | 247    | 13        | 35    | 10    | 17    | 1567,5 |         |

### Per categoria
| Categoria | Temporada       | 1a Cursa        | 1r Podi         | 1a Victòria     | Curses | Victòries | Podis | Poles | FLaps | Pts    | Títols |
| --------- | --------------- | --------------- | --------------- | --------------- | ------ | --------- | ----- | ----- | ----- | ------ | ------ |
| 125cc     | 2005–2009       | 2005 Espanya    | 2008 Xina       | 2008 Xina       | 77     | 4         | 5     | 3     | 1     | 292.5  | 0      |
| Moto2     | 2010–2012       | 2010 Qatar      | 2010 Itàlia     | 2010 Itàlia     | 51     | 8         | 19    | 5     | 13    | 570    | 0      |
| MotoGP    | 2013–2019, 2024 | 2013 Qatar      | 2015 Qatar      | 2016 Àustria    | 119    | 1         | 11    | 2     | 3     | 705    | 0      |
| Total     | 2005–2019, 2024 | 2005–2019, 2024 | 2005–2019, 2024 | 2005–2019, 2024 | 247    | 13        | 35    | 10    | 17    | 1567,5 | 0      |

### Curses per any
Barem de puntuació de 1993 ençà:
| Posició | 1  | 2  | 3  | 4  | 5  | 6  | 7 | 8 | 9 | 10 | 11 | 12 | 13 | 14 | 15 |
| Punts   | 25 | 20 | 16 | 13 | 11 | 10 | 9 | 8 | 7 | 6  | 5  | 4  | 3  | 2  | 1  |

(Ids. Grans Premis | Llegenda) (Curses en negreta indiquen pole; curses en  itàlica indiquen volta ràpida)
| Any  | Categoria | Moto     | 1       | 2       | 3       | 4       | 5       | 6       | 7       | 8       | 9       | 10      | 11      | 12      | 13      | 14      | 15      | 16      | 17      | 18      | 19      | 20  | Pos | Pts   |
| ---- | --------- | -------- | ------- | ------- | ------- | ------- | ------- | ------- | ------- | ------- | ------- | ------- | ------- | ------- | ------- | ------- | ------- | ------- | ------- | ------- | ------- | --- | --- | ----- |
| 2005 | 125cc     | Aprilia  | ESP 21  | POR 26  | CHN 18  | FRA 23  | ITA 16  | CAT 11  | NED 26  | GBR Ret | GER Ret | CZE 11  | JPN 13  | MAL 18  | QAT 19  | AUS Ret | TUR 10  | VAL 15  |         |         |         |     | 20è | 20    |
| 2006 | 125cc     | Aprilia  | ESP 15  | QAT 13  | TUR 15  | CHN 13  | FRA 9   | ITA DSQ | CAT 17  | NED Ret | GBR 17  | GER 24  | CZE     | MAL Ret | AUS     | JPN     | POR     | VAL     |         |         |         |     | 22è | 15    |
| 2007 | 125cc     | Aprilia  | QAT 15  | ESP 12  | TUR 9   | CHN 11  | FRA Ret | ITA Ret | CAT 17  | GBR 15  | NED 20  | GER 24  | CZE Ret | SM 14   | POR 18  | JPN 10  | AUS 20  | MAL 18  | VAL 20  |         |         |     | 20è | 26    |
| 2008 | 125cc     | Aprilia  | QAT 14  | ESP 18  | POR 11  | CHN 1   | FRA 5   | ITA 12  | CAT Ret | GBR Ret | NED 8   | GER 11  | CZE 9   | SM 6    | INP Ret | JPN Ret | AUS 4   | MAL 10  | VAL 6   |         |         |     | 10è | 106   |
| 2009 | 125cc     | Aprilia  | QAT 1   | JPN 1   | ESP 19  | FRA 7   | ITA Ret | CAT 1   | NED 4   | GER 7   | GBR Ret | CZE 3   | INP Ret | SM Ret  | POR Ret | AUS 8   | MAL 8   | VAL Ret |         |         |         |     | 7è  | 125.5 |
| 2010 | Moto2     | Speed Up | QAT 19  | ESP Ret | FRA 4   | ITA 1   | GBR 12  | NED 1   | CAT 13  | GER 2   | CZE 3   | INP 4   | SM Ret  | ARA 1   | JPN 13  | MAL 3   | AUS 3   | POR 21  | VAL 2   |         |         |     | 3r  | 199   |
| 2011 | Moto2     | Suter    | QAT 2   | ESP 1   | POR 13  | FRA Ret | CAT 15  | GBR 16  | NED 12  | ITA 5   | GER 14  | CZE 1   | INP 11  | SM 3    | ARA 2   | JPN 1   | AUS 8   | MAL 9   | VAL 11  |         |         |     | 3r  | 177   |
| 2012 | Moto2     | Speed Up | QAT 2   | ESP 14  | POR 5   | FRA 4   | CAT 1   | GBR 4   | NED 2   | GER 16  | ITA 1   | INP 9   | CZE 4   | SM 3    | ARA 4   | JPN 17  | MAL 5   | AUS Ret | VAL 11  |         |         |     | 3r  | 194   |
| 2013 | MotoGP    | Ducati   | QAT 9   | AME 10  | ESP Ret | FRA 11  | ITA 13  | CAT Ret | NED 13  | GER DNS | USA     | INP 11  | CZE 9   | GBR 11  | SM Ret  | ARA 10  | MAL Ret | AUS 8   | JPN 14  | VAL Ret |         |     | 12è | 57    |
| 2014 | MotoGP    | Ducati   | QAT 10  | AME 7   | ARG 6   | ESP Ret | FRA Ret | ITA 7   | CAT 9   | NED 6   | GER 5   | INP Ret | CZE 5   | GBR 8   | SM 5    | ARA Ret | JPN 6   | AUS Ret | MAL DNS | VAL 22  |         |     | 10è | 102   |
| 2015 | MotoGP    | Ducati   | QAT 3   | AME 5   | ARG 4   | ESP 6   | FRA 5   | ITA 2   | CAT 4   | NED 4   | GER 5   | INP 5   | CZE 4   | GBR 8   | SM 7    | ARA 4   | JPN Ret | AUS 3   | MAL Ret | VAL Ret |         |     | 5è  | 188   |
| 2016 | MotoGP    | Ducati   | QAT Ret | ARG Ret | AME 3   | ESP 7   | FRA Ret | ITA 3   | CAT Ret | NED 5   | GER 5   | AUT 1   | CZE 8   | GBR Ret | SM DNS  | ARA WD  | JPN     | AUS     | MAL Ret | VAL 3   |         |     | 9è  | 112   |
| 2017 | MotoGP    | Suzuki   | QAT Ret | ARG 16  | AME 7   | ESP Ret | FRA 10  | ITA 10  | CAT 16  | NED 9   | GER Ret | CZE 19  | AUT 11  | GBR Ret | SM Ret  | ARA 12  | JPN 4   | AUS 6   | MAL 17  | VAL 6   |         |     | 13è | 70    |
| 2018 | MotoGP    | Suzuki   | QAT 9   | ARG 8   | AME 3   | ESP 3   | FRA Ret | ITA 4   | CAT 10  | NED 11  | GER 12  | CZE 10  | AUT 13  | GBR C   | SM 8    | ARA 3   | THA 11  | JPN Ret | AUS 2   | MAL Ret | VAL Ret |     | 10è | 133   |
| 2019 | MotoGP    | Aprilia  | QAT 14  | ARG 17  | AME 12  | ESP DNS | FRA Ret | ITA 15  | CAT 11  | NED 10  | GER 13  | CZE 17  | AUT 16  | GBR 10  | SM DNS  | ARA 11  | THA 15  | JPN Ret | AUS 6   | MAL DSQ | VAL DSQ |     | 16è | 43    |
| 2024 | MotoGP    | Ducati   | QAT     | POR     | AME     | ESP     | FRA     | CAT     | ITA     | NED     | GER     | GBR     | AUT     | ARA     | SM      | EMI     | INA     | JPN     | AUS     | THA     | MAL 17  | SLD | 27è | 0     |

## Resultats al Mundial de Superbike
Barem de puntuació de 1993 ençà:
| Posició         | 1  | 2  | 3  | 4  | 5  | 6  | 7 | 8 | 9 | 10                   | 11                   | 12                   | 13                   | 14                   | 15                   |                      |
| Curses 1 i 2    | 25 | 20 | 16 | 13 | 11 | 10 | 9 | 8 | 7 | 6                    | 5                    | 4                    | 3                    | 2                    | 1                    |                      |
| Cursa Superpole | 12 | 9  | 7  | 6  | 5  | 4  | 3 | 2 | 1 | [ Nota Superpole 1 ] | [ Nota Superpole 1 ] | [ Nota Superpole 1 ] | [ Nota Superpole 1 ] | [ Nota Superpole 1 ] | [ Nota Superpole 1 ] | [ Nota Superpole 1 ] |

1. ↑  La cursa Superpole va ser introduïda la temporada del 2019

(Ids. Rondes | Llegenda) (Curses en negreta indiquen pole; curses en  itàlica indiquen volta ràpida)
| Any  | Moto   | 1     | 1      | 1     | 2     | 2     | 2       | 3       | 3      | 3     | 4     | 4     | 4      | 5      | 5     | 5       | 6     | 6     | 6     | 7       | 7     | 7     | 8     | 8      | 8      | 9       | 9     | 9       | 10    | 10    | 10    | 11    | 11    | 11    | 12     | 12    | 12    | Pos. | Pts |
| Any  | Moto   | C1    | CS     | C2    | C1    | CS    | C2      | C1      | CS     | C2    | C1    | CS    | C2     | C1     | CS    | C2      | C1    | CS    | C2    | C1      | CS    | C2    | C1    | CS     | C2     | C1      | CS    | C2      | C1    | CS    | C2    | C1    | CS    | C2    | C1     | CS    | C2    | Pos. | Pts |
| ---- | ------ | ----- | ------ | ----- | ----- | ----- | ------- | ------- | ------ | ----- | ----- | ----- | ------ | ------ | ----- | ------- | ----- | ----- | ----- | ------- | ----- | ----- | ----- | ------ | ------ | ------- | ----- | ------- | ----- | ----- | ----- | ----- | ----- | ----- | ------ | ----- | ----- | ---- | --- |
| 2024 | Ducati | AUS 3 | AUS 14 | AUS 4 | BAR 4 | BAR 2 | BAR Ret | NED Ret | NED 15 | NED 4 | MIS 7 | MIS 5 | MIS 11 | GBR 11 | GBR 7 | GBR Ret | CZE 3 | CZE 7 | CZE 8 | POR Ret | POR 9 | POR 4 | FRA 5 | FRA 11 | FRA 12 | ITA Ret | ITA 3 | ITA Ret | ARA 1 | ARA 4 | ARA 4 | EST 9 | EST 9 | EST 8 | SPA 12 | SPA 7 | SPA 4 | 8è   | 231 |